# 燕君芳
燕君芳（1974年—），陕西周至人。女，汉族。西北农林大学畜牧兽医专业毕业。
任陕西杨凌本香农业产业集团有限公司董事长。先后被评为全国劳动模范、全国三八红旗手，中国MBA十大创业精英，全国巾帼建功标兵，全国优秀青年乡镇企业家，陕西省三八红旗手、陕西省十大杰出青年等荣誉称号。
2013年，当选第十二届全国人民代表大会陕西地区代表。因个人原因，2016年1月13日，陕西省第十二届人大常委会第二十四次会议接受其辞去第十二届全国人民代表大会代表职务。